# Deajah Stevens
Deajah Stevens (Baltimora, 19 maggio 1995) è una velocista statunitense.

## Biografia
Nel 2016, ai campionati statunitensi che si svolgono a Eugene, si piazza al secondo posto nei 200 m piani, ottenendo la qualificazione per i Giochi olimpici dello stesso anno. A Rio de Janeiro, al suo debutto in una competizione internazionale seniores, giunge fino alla finale dei 200 m piani, dove conclude al 7º posto con il tempo di 22"65.
Nel 2017, ai campionati statunitensi che si tengono a Sacramento, vince il suo primo titolo nazionale assoluto, conquistando il gradino più alto del podio nei 200 m piani. La vittoria nella specialità, unita al secondo posto nei 100 m piani, vale la qualificazione ad entrambe le prove per i mondiali di Londra che si terranno nel mese di agosto.

## Progressione

### 100 metri piani
| Stagione | Tempo | Luogo      | Data      | Rank. Mond. |
| -------- | ----- | ---------- | --------- | ----------- |
| 2018     | 11"18 | Des Moines | 21-6-2018 | 55ª         |
| 2017     | 11"00 | Torrance   | 15-4-2017 | 17ª         |
| 2016     | 11"18 | Eugene     | 2-7-2016  | 55ª         |
| 2013     | 12"05 | Princeton  | 20-4-2013 | 1501ª       |
| 2011     | 12"11 | Troy       | 8-7-2011  | 1586ª       |

### 200 metri piani
| Stagione | Tempo | Luogo      | Data      | Rank. Mond. |
| -------- | ----- | ---------- | --------- | ----------- |
| 2019     | 23"21 | Des Moines | 27-7-2019 |             |
| 2018     | 22"81 | Des Moines | 23-6-2018 | 61ª         |
| 2017     | 22"09 | Eugene     | 14-5-2017 | 7ª          |
| 2016     | 22"25 | Eugene     | 11-6-2016 | 8ª          |
| 2015     | 23"18 | Tempe      | 11-4-2015 | 122ª        |
| 2013     | 24"15 | Princeton  | 6-4-2013  | 796ª        |
| 2011     | 24"20 | Greensboro | 16-6-2011 | 715ª        |
| 2009     | 24"48 | Greensboro | 30-7-2009 | 1033ª       |

## Palmarès
| Anno | Manifestazione  | Sede           | Evento      | Risultato  | Prestazione | Note |
| ---- | --------------- | -------------- | ----------- | ---------- | ----------- | ---- |
| 2016 | Giochi olimpici | Rio de Janeiro | 200 m piani | 7ª         | 22"65       |      |
| 2017 | Mondiali        | Londra         | 100 m piani | Semifinale | 11"32       |      |
| 2017 | Mondiali        | Londra         | 200 m piani | 5ª         | 22"44       |      |

## Campionati nazionali
- 1 volta campionessa nazionale dei 200 m piani (2017)

2016
- Argento ai campionati statunitensi (Eugene), 200 m piani - 22"30

2017
- Argento ai campionati statunitensi (Sacramento), 100 m piani - 11"08
- Oro ai campionati statunitensi (Sacramento), 200 m piani - 22"30